# Josep Prat Rogent (anarquista)
Josep Prat i Rogent (Barcelona, 17 de desembre de 1866 - Barcelona, 17 de juliol de 1932) fou un anarquista català, considerat un dels configuradors de l'anarcosindicalisme.
Josep Prat neix al carrer Tallers, 25 tercer pis de Barcelona, fill de Francesc Prat i Moragas, nascut a Terrassa i ebenista d'ofici, i de Teresa Rogent i Poch nascuda a Barcelona.
Milità al Partit Republicà Federal, però es convertí a l'anarquisme cap al 1890. L'any 1896, fugint de la repressió imperant a Barcelona durant el procés de Montjuïc, va anar a viure a Vigo a casa de Ricardo Mella. Del 29 al 31 de juliol de 1896 va assistir a la Conferència anarquista de Londres representant els anarquistes espanyols. El 1907 participà en l'organització de Solidaridad Obrera a Barcelona. Contrari a l'anarquisme individualista i intel·lectualista influït per Max Stirner i Friedrich Nietzsche, procurà de fer una crítica coherent del socialisme marxista i finalment fou un decidit defensor i configurador de l'anarcosindicalisme. Entre 1909 i 1910 va recórrer diferents localitats de Catalunya (Sant Feliu de Guíxols, Terrassa, Valls) exposant la seva concepció sobre el sindicalisme i el socialisme, insistint en la necessitat que el Sindicalisme havia de ser totalment autònom i que, per tant, no podia estar sotmès a la direcció de cap partit polític.
Polemitzà des de les pàgines del diari Tierra y Libertad i del periòdic El Obrero Moderno amb socialistes i lerrouxistes. Col·laborà als periòdics El Productor (1901-1906), Tierra y Libertad (1906-09), La Publicitat, La Campana de Gràcia, La Aurora Social (òrgan de la Federació de Societats Obreres de Saragossa) (1910) i Solidaridad Obrera (1918). Endemés, traduí al castellà Luigi Fabbri, Pietro Gori, Jean Grave, Piotr Kropotkin, Augustin Hamon, Errico Malatesta i Elisée Reclus. Des del 1911 s'allunyà de la militància i no participà en més actes públics. Morí el 17 de juliol de 1932 a Barcelona al carrer Nàpols, 179.

## Obres
- La barbarie gubernamental en España[5] (1897)
- ¿Competencia o solidaridad? (1905)
- Nuestras ignorancias (1904)
- Crónicas demoledoras (1907)
- La política jugada por los políticos (1909)
- La burguesia y el proletariado (apuntes sobre la lucha sindical) (1909)